# رينيه كوينتون
رينيه كوينتون (بالفرنسية: René Quinton)‏ هو عالم وظائف الأعضاء وأحيائي فرنسي، ولد في 15 ديسمبر 1866 في Chaumes-en-Brie ‏ في فرنسا، وتوفي في 9 يوليو 1925 في غراس في فرنسا.